# Formule 2 (raceklasse)

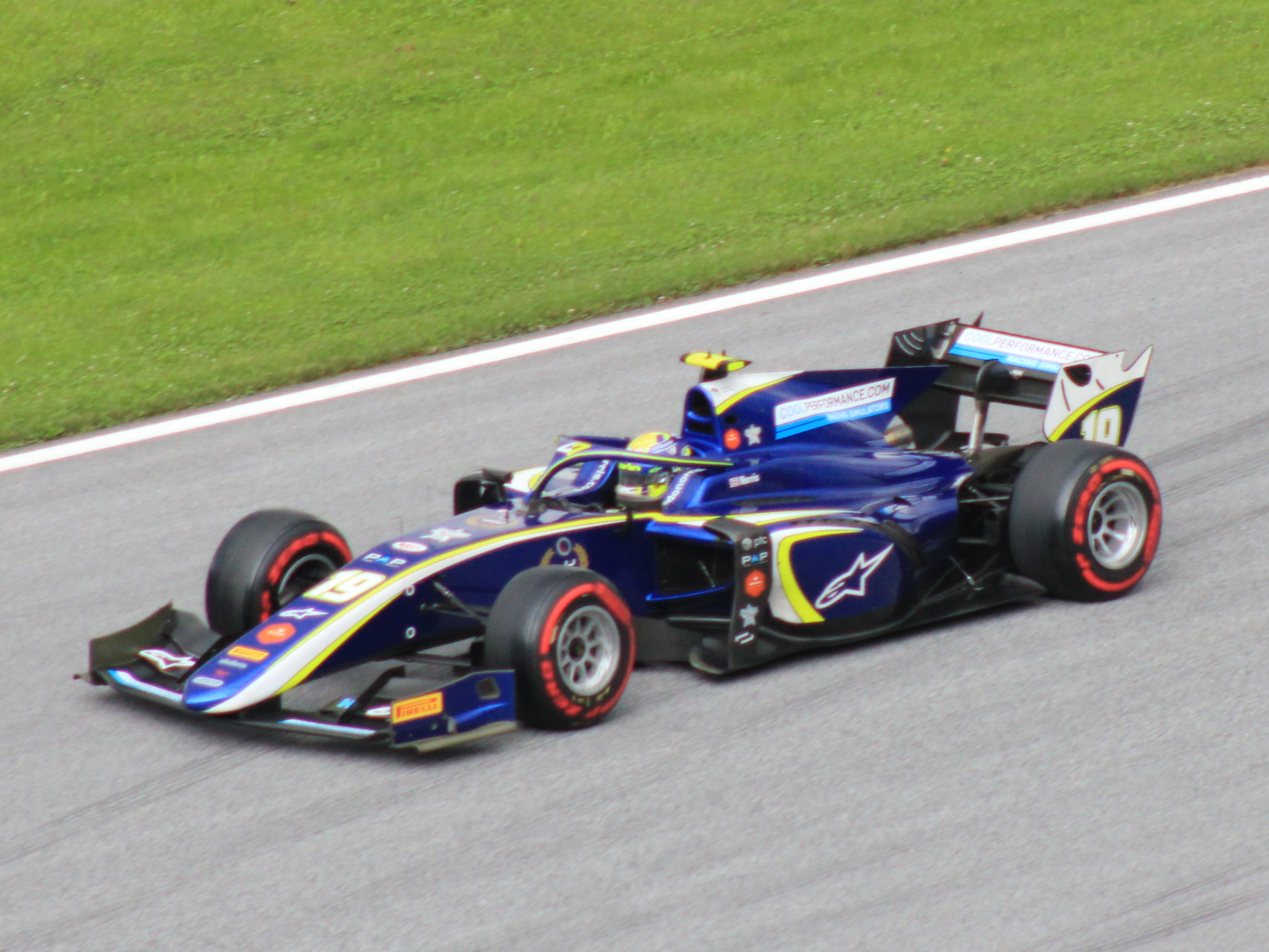
Lando Norris in een Dallara F2 2018. (Red Bull Ring, 2018)

Formule 2, officieel het FIA Formula 2 Championship, is een raceklasse in de autosport. De klasse bestond van kort na de Tweede Wereldoorlog tot 1985. De naam werd in 2009 nieuw leven ingeblazen.
De Formule 2-auto's waren kleiner, lichter en goedkoper dan die in de Formule 1. De auto's mochten naar keuze een 2 litermotor zonder turbo of een 500 cc met turbo gebruiken (1947 – 1957).
In 1985 werden de opzet en de naam van deze klasse gewijzigd. Men kon nu alleen maar met auto's rijden uitgerust met een 3000cc-Cosworth-motor. De klasse werd hernoemd naar Formule 3000. In 2005 werd deze klasse omgezet in de GP2. Na twaalf jaar werd de naam GP2 weer gewijzigd in Formule 2.

## Heroprichting 2009
De FIA introduceerde in 2009 een nieuwe klasse in de motorsport, opnieuw onder de naam Formule 2. Deze klasse moet als opstapklasse voor jong talent richting de Formule 1 dienen. Er zal gereden worden in auto's die door Frank Williams ontwikkeld worden. De motor wordt door Audi geleverd en zal een motorinhoud van 1800 cc hebben met daarop een turbo gemonteerd. De races worden in hetzelfde raceweekend als de WTCC gehouden.

## Heroprichting 2017
Voor aanvang van het seizoen 2017 werd bekend dat de naam Formule 2 terugkeert in de autosport, nadat de FIA een naamswijziging voor het GP2-kampioenschap invoerde. Na de reconstructie van de Formule 3 en de introductie van de Formule 4 was dit de laatste stap die de FIA zette in een poging om de ladder naar de Formule 1 te verduidelijken.

## Varianten
In het verleden waren er meerdere varianten van de Formule 2.
- De Formule Nippon stond ook bekend als de Japanse Formule 2.
- Australische Formule 2
- Mexicaanse Formule 2
- De Britse Formule 3000 stond ook bekend als de Britse Formule 2.

## Kampioenen
| Jaar                                     | Coureur               | Team / auto                        | Poles | Winst | Podia | Snelste rondes | Punten | Verschil met nummer 2 |
| ---------------------------------------- | --------------------- | ---------------------------------- | ----- | ----- | ----- | -------------- | ------ | --------------------- |
| 1967                                     | Jacky Ickx            | Tyrrell Racing Matra-Cosworth      | 2     | 2     | 4     | 3              | 45     | 11                    |
| 1968                                     | Jean-Pierre Beltoise  | Matra Sports Matra-Cosworth        | 2     | 3     | 5     | 1              | 48     | 17                    |
| 1969                                     | Johnny Servoz-Gavin   | Matra International Matra-Cosworth | 1     | 1     | 2     | 1              | 37     | 9                     |
| 1970                                     | Clay Regazzoni        | Tecno Racing Team Tecno-Cosworth   | 2     | 3     | 5     | 1              | 44     | 9                     |
| 1971                                     | Ronnie Peterson       | March Engineering March-Cosworth   | 7     | 4     | 6     | 5              | 54     | 14                    |
| 1972                                     | Mike Hailwood         | Team Surtees Surtees-Cosworth      | 1     | 2     | 5     | 2              | 55     | 18                    |
| 1973                                     | Jean-Pierre Jarier    | March Engineering March-BMW        | 4     | 7     | 8     | 5              | 78     | 37                    |
| 1974                                     | Patrick Depailler     | March Engineering March-BMW        | 3     | 4     | 6     | 2              | 54     | 11                    |
| 1975                                     | Jacques Laffite       | Ecurie Elf Martini-BMW             | 6     | 6     | 7     | 4              | 60     | 24                    |
| 1976                                     | Jean-Pierre Jabouille | Equipe Elf Elf 2J-Renault          | 4     | 3     | 6     | 1              | 53     | 1                     |
| 1977                                     | René Arnoux           | Ecurie Renault Elf Martini-Renault | 1     | 3     | 6     | 1              | 52     | 12                    |
| 1978                                     | Bruno Giacomelli      | Polifac BMW Junior Team March-BMW  | 8     | 8     | 10    | 6              | 82     | 31                    |
| 1979                                     | Marc Surer            | Polifac BMW Junior Team March-BMW  | 2     | 2     | 6     | 1              | 38     | 2                     |
| 1980                                     | Brian Henton          | Toleman Group Toleman-Hart         | 2     | 3     | 9     | 7              | 61     | 19                    |
| 1981                                     | Geoff Lees            | Ralt Racing Ltd. Ralt-Honda        | 1     | 3     | 6     | 5              | 51     | 14                    |
| 1982                                     | Corrado Fabi          | March Racing Ltd. March-BMW        | 2     | 5     | 7     | 3              | 57     | 1                     |
| 1983                                     | Jonathan Palmer       | Ralt Racing Ltd. Ralt-Honda        | 4     | 6     | 10    | 3              | 68     | 17                    |
| 1984                                     | Mike Thackwell        | Ralt Racing Ltd. Ralt-Honda        | 6     | 7     | 8     | 9              | 72     | 28                    |
| FIA Formule 2-kampioenschap (2009-2012)  |                       |                                    |       |       |       |                |        |                       |
| 2009                                     | Andy Soucek           | MotorSport Vision Williams-Audi    | 2     | 7     | 11    | 3              | 115    | 51                    |
| 2010                                     | Dean Stoneman         | MotorSport Vision Williams-Audi    | 6     | 6     | 13    | 6              | 284    | 42                    |
| 2011                                     | Mirko Bortolotti      | MotorSport Vision Williams-Audi    | 7     | 7     | 14    | 7              | 316    | 121                   |
| 2012                                     | Luciano Bacheta       | MotorSport Vision Williams-Audi    | 3     | 5     | 10    | 5              | 231,5  | 21,5                  |
| FIA Formule 2-kampioenschap (2017-heden) |                       |                                    |       |       |       |                |        |                       |
| 2017                                     | Charles Leclerc       | Prema Powerteam Dallara-Mecachrome | 8     | 6     | 8     | 4              | 249    | 60                    |
| 2018                                     | George Russell        | ART Grand Prix Dallara-Mecachrome  | 5     | 7     | 11    | 6              | 287    | 68                    |
| 2019                                     | Nyck de Vries         | ART Grand Prix Dallara-Mecachrome  | 5     | 4     | 12    | 3              | 266    | 52                    |
| 2020                                     | Mick Schumacher       | Prema Racing Dallara-Mecachrome    | 0     | 2     | 10    | 2              | 215    | 14                    |
| 2021                                     | Oscar Piastri         | Prema Racing Dallara-Mecachrome    | 5     | 6     | 11    | 6              | 252,5  | 60,5                  |
| 2022                                     | Felipe Drugovich      | MP Motorsport Dallara-Mecachrome   | 4     | 5     | 11    | 4              | 265    | 101                   |
| 2023                                     | Théo Pourchaire       | ART Grand Prix Dallara-Mecachrome  | 2     | 1     | 10    | 2              | 203    | 11                    |
| 2024                                     | Gabriel Bortoleto     | Invicta Racing Dallara-Mecachrome  | 2     | 2     | 8     | 2              | 214,5  | 22,5                  |

1967 ·
1968 ·
1969 ·
1970 ·
1971 ·
1972 ·
1973 ·
1974 ·
1975 ·
1976 ·
1977 ·
1978 ·
1979 ·
1980 ·
1981 ·
1982 ·
1983 ·
1984 ·

2009 ·
2010 ·
2011 ·
2012

2017 ·
2018 ·
2019 ·
2020 ·
2021 ·
2022 ·
2023 ·
2024 ·
2025

Lijst van coureurs